# Petr Macek (teolog)
Petr Macek (* 21. května 1944, Praha) je český teolog, učitel systematické teologie na Evangelické teologické fakultě Univerzity Karlovy (ETF UK) v Praze. V letech 1973–1990 působil jako kazatel sboru Bratrské jednoty baptistů Praha 4 – Pankrác.

## Život
Vyrostl v evangelické rodině ovlivněné působností a spiritualitou Armády spásy, po jejímž zákazu v roce 1948 Mackovi rodiče zakotvili ve vinohradském sboru Bratrské jednoty baptistů. Po absolvování učňovské školy pracoval jako průmyslový kovorytec v pražské textilce (1961–1969). Činnost baptistického sboru ho přivedla ke studiu angličtiny a k zájmu o teologii. V roce 1968 se na baptistickém kongresu v Bernu seznámil se svou budoucí ženou, Američankou Harriet Gilbert.
Vystudoval Komenského evangelickou bohosloveckou fakultu (1968-73), v posledním semestru však již přijal povolání ke kazatelské službě v sboru Bratrské jednoty baptistů Praha 4 – Pankrác, kde v letech 1973–1990 působil jako kazatel sboru. Baptistická denominace v Československu v té době usilovala o to stát stranou politického dění, činnost sboru Na Topolce se ale vymykala. Na kázání Petra Macka často přicházeli i disidenti z jiných kruhů, pořádal semináře duchovního vzdělávání, tzv. „setkání třicátníků“, v roce 1988 umožnil Na Topolce vznik Podzemní univerzity bohemistiky. V letech 1975–1990 byl členem redakční rady evangelického týdeníku Kostnické jiskry. Roku 1981 přerušil své kazatelské působení jednosemestrálním studiem na Baptistickém teologickém semináři v Rüschlikonu u Curychu. Toto studium ovlivnilo jeho zájem o tzv. radikální reformaci, jejíž nejdůležitější větev má ve Švýcarsku své kořeny. V roce 1985 získal doktorát ze systematické teologie na Komenského evangelické bohoslovecké fakultě na základě obhajoby disertační práce „Procesuální myšlení a Bible: Příspěvek do diskuse o předpokladech a úkolech biblické hermeneutiky“. V letech 1990–1991 následovala stáž v Andover-Newton Teological Seminary v USA a posléze pedagogické působení na BTS ve švýcarském Rüschlikonu. V letním semestru 1991 přijal pozvání na systematickou katedru ETF UK, na níž se roku 1993 habilitoval pro obor Systematická teologie prací o zwingliovském vlivu v díle pozdního Karla Bartha "Kde je Ducha Páně, tam je svoboda: Nad „zwingliovským“ odkazem Karla Bartha". V letech 1992–2000 se účastnil redakční práce v časopise Communio viatorum a v letech 1996–1998 působil jako externí lektor systematické teologie v International Baptist Teological Seminary v Praze. Věnoval se teologickému odkazu radikální reformace, zejména dílu J. H. Yodera a J. W. McClendona, a tzv. postliberální teologii anglo-americké provenience. V roce 2014 získal doktorát na ETF UK v oboru filosofie za disertaci věnovanou teismu procesuálního filosofa Charlese Hartshorna. Dne 8. 1. 2016 byl děkanem Evangelické teologické fakulty doc. Jiřím Mrázkem Th.D. jmenován vedoucím katedry praktické teologie po zemřelém prof. Pavlu Filipim, kterou přechodně vedl (2016-2019).
Badatelsky se mimo jiné věnuje dílu Karla Bartha, teologickému odkazu „radikální reformace“, angloamerické teologické produkci, otázkám biblické a teologické hermeneutiky, problematice filosofické teologie a vztahu teologie k jiným akademickým disciplínám. Zvláštní pozornost věnoval originálním teologickým a filosoficko-teologickým výtěžkům anglofonní oblasti se záměrem zpřístupnit studentům a dalším zájemcům tyto u nás méně známé okruhy teologické a pro ekumenický dialog či dialog teologie a filosofie relevantní literatury a uvést její hlavní tvůrce. Kritické statě věnoval i teologicky či teologicko-eticky problematické orientaci a publikaci evangelické teologie v některých obdobích křesťanských dějin. Zabýval se též aspiracemi akademické teologie v univerzitním kontextu a v té souvislosti spoluredigoval dva sborníky sledující především domácí scénu.
Je vdovec (manželka Harriet zemřela v roce 2022) a má dvě děti. Konfesijně zůstal od poloviny devadesátých let nevyhraněn, od roku 2019 je však opět členem baptistického sboru, v němž působil jako kazatel a který již není ve svazku BJB.

## Dílo
- Effatha, otevři se: sbírka kázání. Praha: Baptistický sbor Na Topolce, 2019. 251 s.[15]
- Bůh ve filosofii Charlese Hartshorna. Praha: OIKOYMENH, 2016. ISBN 978-80-7298-227-1
- Huldrych Zwingli, Karl Barth a odkaz původního reformačního radikalismu (Mezigenerační ekumenicko-teologický rozhovor). Praha: Kalich, 2011. ISBN 978-80-7017-161-5
- Novější angloamerická teologie. Praha: Kalich, 2008. ISBN 978-80-7017-100-4
- (s P. Gallusem) Teologie jako věda - Dvě perspektivy. Brno: Centrum pro studium demokracie a kultury (CDK), 2007. ISBN 978-80-7325-121-5
- „The Humanizing Inheritence: Some Thoughts on the Biblical View of Humanity Implied in the Divine of Creation – Election“, in: Landgabe. Festschrift für Jan Heller, Praha: OKOYMENH, 1995, str. 251–257.
- „Inkarnace v alternativní evangelické reflexi“, in: Vtělení, vykoupení, církev, Praha: Česká křesťanská akademie, 1997, str. 15–20.
- „Theismus procesuální metafyziky. Nástin jedné jubilující filosofie 20. století“, in: Logos a svět, OIKOYMENH, 1997, str. 143–157. „Metafyzika a imaginace“, in: EPITOAUTO, Mlýn, Třebenice 1998, str. 110–128.
- „Whiteheadova symbolická reference v procesuální hermeneutice“, in: Pouštěj svůj chléb po vodě, Brno: CDK, 1999, str. 54–65.

- „John Howard Yoder – 1927–1997“, in: J. H. Yoder, Ježíšova politika, Benešov: EMAN, 2004, str. 234–267.
- „On the Way to a New Normativeness?“ in: Ed. Noort (hrsg.) Religion und Normativität: Interdisziplinäre Ueberlegungen zum Dekalog damals und jetzt, Rijksuniversiteit, 2004, str. 143–148.
- „On Reformative Learning of the Formative Script for and with the Last Audience“ in: Jens Schröter (Hrsg.), Die Rolle der Theologie in Universität, Gesselschaft und Kirche, Leipzig: Evangelische Verlagsanstalt, 2012, str. 149–161.
- „Theologický odkaz radikální reformace“, in: Zpytování: Studie a eseje k evangelické identitě. Středokluky: Zdeněk Susa, 2007, s.144-149.
- „The Way of the Cross and Tyrannicide. On the Theological Affinity, Consistency and Limits of Bonhoeffer’s Christian Peacemaking”, in: J. W. de Gruchy, S. Plant, Ch. Tietz (Hrsg.), Dietrich Bonhoeffers Theologie heute: Ein Weg zwischen Fundamentalismus und Säkularismus? Dietrich Bonhoeffer’s Theology Today: A Way between Fundamentalism and Secularism? Gütersloh: Gütersloher Verlagshaus, 2009, str. 387–399.

### Překlady
- William S. Estep, Jr.: Příběh křtěnců (český překlad knihy The Anabaptist Story), Praha 1991.
- John H. Yoder, Ježíšova politika (český překlad knihy The Politics of Jesus), Benešov: EMAN, 2004.

- Miroslav Volf, Odmítnout nebo obejmout? Totožnost, jinakost a smíření v teologické reflexi, Praha: Vyšehrad, 1996.
- Bruce G. Epperly, Procesuální teologie. Příručka pro rozpačité, Praha: Kalich, 2011.
- (s T. Hančilem) Daniel L. Migliore, Víra usilující rozumět. Úvod do křesťanské teologie, Mlýn, 2009.
- (s J. Zámečníkem) Jay B. McDaniel, O Bohu a pelikánech. Teologie úcty k životu, Praha: Biblion, 2022.